# Imagerie hyperspectrale

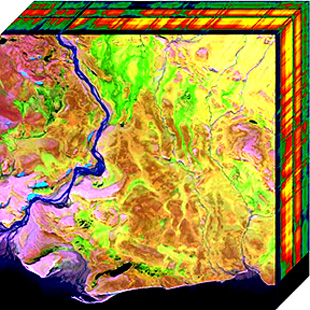
Projection bi-dimensionnelle d'une image hyperspectrale d'une région de la Terre prise depuis l'espace.

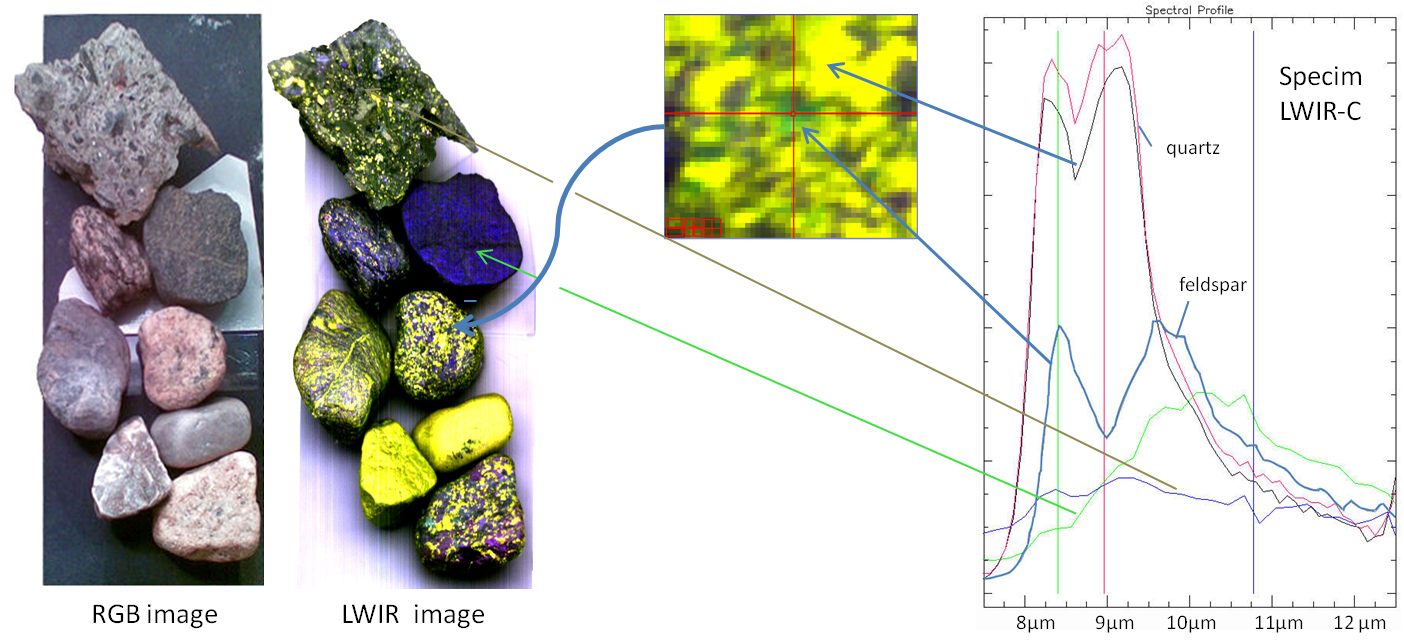
Image hyperspectrale de plusieurs pierres permettant d'identifier les éléments qui les composent.

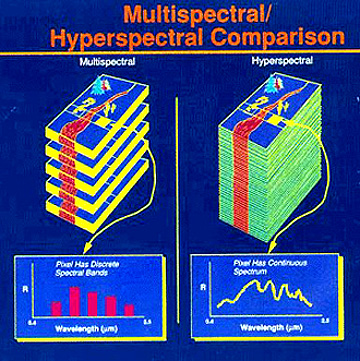
L'imagerie hyperspectrale comparée à l'imagerie spectrale.

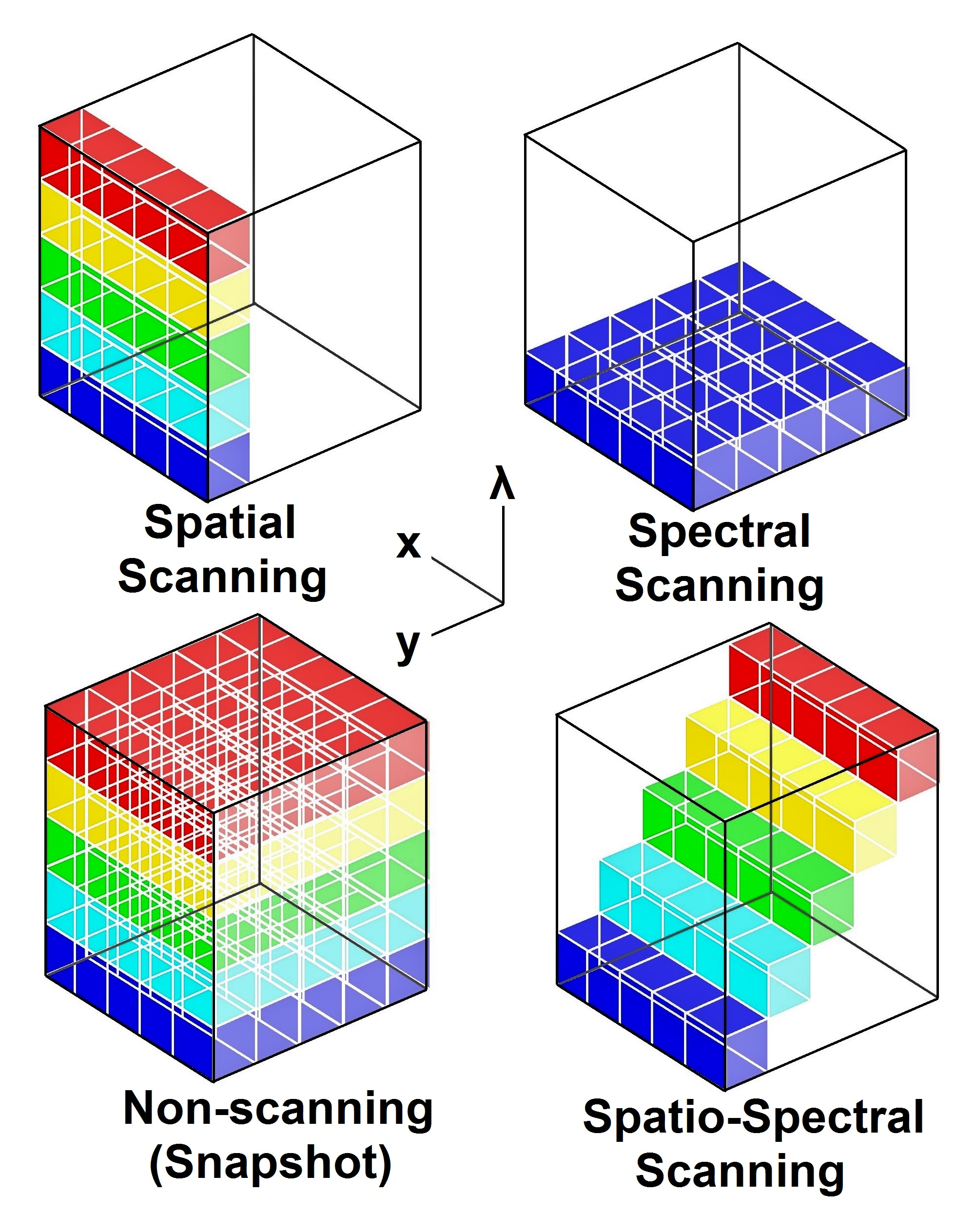
Les différentes techniques d'acquisition d'une image hyperspectrale.

L'imagerie hyperspectrale ou spectro-imagerie est une technologie permettant d'obtenir l'image d'une scène dans un grand nombre (généralement plus d'une centaine) de bandes spectrales à la fois étroites et contigües. 
Elle permet en premier lieu de déterminer la composition chimique d'une surface photographiée et en fournit des indications sur la concentration de ceux-ci et les propriétés physiques. Elle est également utilisée dans différents processus industriels principalement pour la détermination de la qualité des produits. 
L'imagerie hyperspectrale est utilisée dans les prises d'images réalisées à bord d'avion depuis les années 1990 et à bord de satellites d'observation depuis la fin des années 2000.

## Définition
L'imagerie hyperspectrale est une technique qui permet d'obtenir une image d'un sujet dans des centaines de bandes spectrales contiguës ce qui permet de produire un spectre de réflectance complet pour chacun des éléments individuels (pixels) composant l'image. La résolution spatiale d'une image hyperspectrale est moyenne mais par contre la résolution spectrale est généralement inférieure à 10 nm. Cette technique se différencie de l'imagerie spectrale, technique ancienne qui restitue une image dans un nombre de bandes spectrales limité (jusqu'à 15), larges et discontinues. L'imagerie hyperspectrale est utilisée principalement en lumière visible et proche infrarouge (0,4 à 2,5 µm). Mais elle peut également être utilisée dans le moyen infrarouge (3 à 5 μm  et 8 à 12 μm, bandes II et III) et l'infrarouge thermique et des prototypes sont évalués pour l'observation des micro-ondes.
Lorsque la résolution spectrale est plus élevée, en deçà d'environ 0,1 nm, on parlera de spectroscopie intégrale de champ (technique utilisée en astronomie).

## Méthodes d'acquisition d'une image hyperspectrale
Plusieurs techniques peuvent être utilisées pour l'acquisition d'une image hyperspectrale dans le domaine optique (lumière visible, infrarouge). L'instrument dispose d'une optique qui fournit une image à l'entrée d'un spectrographe. Ce dernier utilise un élément dispersif ou à transformation de Fourier.

## Applications
Une image hyperspectrale fournit pour chaque pixel une caractéristique du matériau photographié qui prend la forme d'un vecteur à plusieurs centaines de dimensions (autant que de bandes spectrales). Les applications sont nombreuses. Par exemple :
- Dans le domaine de l'agriculture : détermination du stress hydrique, détection de parasites.
- Dans le domaine environnemental : détection et suivi de la pollution, mesure de la qualité de l'air.
- Dans le domaine de l'astrophysique : caractérisation des étoiles et des exoplanètes.
- Dans le domaine culturel : analyse d’œuvres d'art (peintures, fresques) pour restauration.
- Dans le domaine archéologique: pour l'analyse en archéométrie des vestiges, parfois directement sur le site de découverte[3]
- Industrie alimentaire : contrôle qualité, identification de matériaux étrangers
- Industrie minière : tri des minerais, analyse des roches
- Industrie papetière : contrôle qualité du papier.
- Tri des déchets ménagers.
- Dans la cosmétique et en médecine (en utilisant la caméra d'un téléphone mobile)[4],[5].

Quelques exemples de caméras hyperspectrales :
| Instrument | Opérateur                 | Type                 | Support              | Date | Bande spectrale | Nbre bandes et largeur | Type capteur      | Utilisation                                                                                               | Autre information          |
| ---------- | ------------------------- | -------------------- | -------------------- | ---- | --------------- | ---------------------- | ----------------- | --- | -------------------------- |
| AVIRIS     | JPL                       | Instrument aéroporté | Instrument aéroporté | 1989 | 360 - 2500 nm   | 224 (10 nm)            |                   | Première caméra hyperspectrale utilisée à des fins opérationnelles                                        | Résolution spatiale 20 m.  |
| HIS        | CNSA                      | Satellite            | HJ-1B                | 2008 | 450-950         | 110-128                | Pushbroom (en)    | Suivi des désastres                                                                                       | Résolution spatiale 100 m. |
| HySIS      | ISRO                      | Satellite            | HySIS                | 2018 | 400-950 nm      | 55 (10 nm)             | Pushbroom         | Surveillance des ressources agricoles et forestières                                                      | Résolution spatiale 30 m.  |
| PRISMA     | Agence spatiale italienne | Satellite            | PRISMA               | 2019 | 400-2500 nm     | 250 (< 12 nm)          | Pushbroom         | Surveillance des ressources naturelles, démonstrateur technologique                                       | Résolution spatiale 30 m.  |
| HSI        | DLR                       | Satellite            | EnMAP                | 2021 | 420-2450        | 228 (6,5 nm et 10 nm)  | Pushbroom         | | Résolution spatiale 30 m.  |
| HISUI      | JAXA                      | Satellite            | ALOS-3               | 2021 | 400-2500        | 185 (10 nm et 12,5 nm) | Pushbroom         | Gestion des ressources minières, suivi des productions agricoles, surveillance environnement, agriculture | Résolution spatiale 30 m.  |
| Chime      | ESA                       | Satellite            | Chime                | 2029 |                 |                        |                   | |                            |
| HyMAS      | NASA                      | Instrument aéroporté | Instrument aéroporté | ?    | 60-183 GHz      | 52                     | Réseau d'antennes | Sondage atmosphérique - Démonstrateur technologique caméra hyperspectrale micro-ondes                     | Résolution verticale 1 km. |

## Exploitation des mesures effectuées
Le traitement des données hyperspectrales est complexe car il faut manipuler d'énormes volumes de données et l'extraction de données pertinentes nécessite de mettre au point des algorithmes complexes spécifiques à chaque type d'utilisation. Pour les instruments embarqués à bord de satellites, la taille des images impose la mise au point d'un processus de compression afin d'être compatible avec les capacités de stockage et de transmission de l'engin spatial. L'exploitation des données fournies par ces instruments est un domaine de recherche actif.